# Guidinello III da Montecuccoli

Stemma dei Montecuccoli

Guidinello III da Montecuccoli (1247 – Nirano, 1336) è stato un condottiero italiano e feudatario medievale.

## Biografia
Fu uno dei principali sostenitori del partito ghibellino del Frignano (Mo). Guidinello III da Montecuccolo (ca. 1247 – 1336) era uno dei sei figli che Matteo I (morto nel 1285) aveva avuto da Egidia da Monteveglio. Suo nonno era Bonaccorso I da Montecuccolo (morto nel 1269). Alla morte di Bonaccorso il patriarca della famiglia divenne il fratello Guidinello I. Guidinello III appare sulla scena frignanese come alfiere dell’omonimo zio.
Fu a capo dei rivoltosi che nel 1305 si oppose alla conquista del territorio, feudo dei Montecuccoli, da parte di Azzo VIII d'Este, signore di Ferrara.
Alleatosi coi Bonacolsi, che dal 1312 governavano Modena con Rainaldo "Passerino" Bonacolsi fu tra gli artefici dell'attentato che gli uomini di Passerino portarono a termine nel 1313 contro a Raimondo da Spello nipote di papa Clemente V. Raimondo venne trucidato con la scorta dalle parti di Castelvetro mentre portava le decime ad Avignone.
Ben presto, Guidinello, cercò di svincolarsi dal patto al fine di controllare ampie zone della provincia modenese, a cominciare da Montefiorino, nella quale provvide a rafforzare la rocca. Il Bonacolsi scelse dapprima la via diplomatica, ma senza risultato. Guidinello si alleò coi bolognesi mettendosi a loro disposizione e arrivando a sottomettere tutta la montagna modenese. Nel 1321 le truppe modenesi di Francesco dei Bonacolsi, figlio di Rinaldo, marciarono verso Montefiorino contro Guidinello e si scontrarono a Volta di Saltino, dove subirono una pesante sconfitta. Manfredino da Gorzano, capitano dei modenesi, venne catturato. Rainaldo si alleò quindi con i guelfi Montegarullo contro i Montecuccolo e chiuse in una morse il Frignano, bloccando Guidinello. 
La lotta dei Bonacolsi, alleatisi con i Da Montegarullo, storici nemici dei Montecuccoli, contro Guidinello proseguì fino al 1321, quando Guidinello chiese aiuto ai bolognesi.
Il trattato di pace del 1326 tra Modena e Bologna (siglato dopo la Battaglia di Zappolino) assegnò il Frignano a Guidinello ma permetteva ai Signori della montagna di mettersi sotto la protezione del legato papale. I Bolognesi occuparono militarmente diverse aree ella montagna. Occupazione militare bolognese della montagna. Nel 1335 Guidinello si alleò con i Conti da Panico contro i bolognesi e inizia a seminare il terrore nelle valli del Frignano bolognese. Nel 1336 Guidinello viene assassinato dal sicario bolognese Enrico Leccaterra di Varana, mentre è impegnato ad assediare Nirano. Il vecchio patriarca dei Montecuccoli, cade così a 89 anni suonati. 